# Koninklijke Nederlandse Alpen Vereniging
De Koninklijke Nederlandse Alpen Vereniging (KNAV) was een Nederlandse klimsportvereniging.

## Geschiedenis
In 1902 werd de Nederlandsche Alpen-Vereeniging (NAV) opgericht. De (K)NAV was destijds een op het familieklimmen gerichte vereniging, die een ontmoetingsplaats bood van en voor gelijk gestemden. Geografisch was de vereniging vooral op Zwitserland georiënteerd. Van enige andere activiteit dan het organiseren van reünies in Nederland was aanvankelijk geen sprake. Ter gelegenheid van het vijftigjarig jubileum werd in 1952 het predicaat Koninklijk verleend.
Het georganiseerd en zelfstandig klimmen werd sedert de jaren twintig van de 20e eeuw vooral gestimuleerd door de Studenten Alpen-Clubs. Dit waren studentencorpsgebonden klimverenigingen, waarvan de eerste, de Delftse Studenten Alpen Club, in 1922 werd opgericht. De Studenten Alpen Clubs (SAC) stonden dicht tegen de (K)NAV aan, hoewel er geen formele verbinding bestond. Tot op de dag van vandaag zijn deze Clubs voor het Nederlandse klimmen van grote betekenis en leveren zij veel kaderleden, zowel op klimtechnisch als op bestuurlijk gebied. Door de toestroom van studenten werd het oude, huiselijke maar tamelijk eenzijdige clubje dat de NAV toen in hoofdzaak nog was, geleidelijk opengebroken. Niet alleen zomertochten, maar ook winterklimtochten en skitoeren werden snel populair. Werd aanvankelijk uitsluitend met officiële berggidsen geklommen, in de jaren dertig begon men ook aan het gidsloos klimmen en de eerste zelfstandige klimtochten.
Het klimmen dichter bij huis begon in 1934, toen de eerste Nederlanders gingen klimmen in de Maasrotsen bij Dinant in België. Tegenwoordig biedt een groot aantal klimgebieden in België en Duitsland gelegenheid om in weekeinden rotsklimtochten te maken, en is de aantrekkelijkheid voor de Nederlandse klimmers zo groot dat tegenwoordig via een internationale regeling de toegang in aantallen per weekeind beperkt is. 
De NAV groeide en al gauw beginnen plaatselijk ledenkernen, kringen genoemd, te ontstaan. De eerste geformaliseerde Kring was die in Amsterdam.

## Fusie
Vanaf 1990 werkten KNAV en Nederlandse Bergsport Vereniging (NBV) samen in federatief verband (Nederlandse Klim- en Bergsportbond, (NKBB). De NKBB ging een aantal van de, tot dan toe door iedere vereniging apart uitgevoerde taken, centraal regelen. Een voorbeeld daarvan was de gezamenlijke ontwikkeling van een nieuwe tak van sport, het sportklimmen op voornamelijk artificiële wanden.
De intentie was om via de weg der geleidelijkheid tot een volledige fusie te komen. De KNAV en de NBV, die destijds twintig- respectievelijk dertigduizend leden telden, ieder een professioneel bureau bezaten, en een zeer groot en uitvoerig tochten- en opleidingsprogramma aanboden, fuseerden op 1 januari 1998 tot een nationale vereniging, inmiddels Koninklijke Nederlandse Klim- en Bergsport Vereniging. De animositeit tussen de KNAV- en de NBV-bloedgroep die tegenstanders voorzagen bleef grotendeels uit en de fusie bracht juist de synergie die de voorstanders ervan verwachtten. In 2002 werd het honderdjarig bestaan gevierd met een groot congres over veiligheid.

## Voorzitters
- Prof. Dr. P.L. Muller 1902-1905, Prof. Dr. E.C. van Leersum 1905-1915, A.W. van Eeghen 1915-1920,  Mr. H.J. Knottenbelt 1920-1928, Dr. W. van Bemmelen 1928-1936,  Dr. J.A. Bierens de Haan 1936-1946,  Jhr. Mr. C.J.A. de Ranitz 1946-1965, Prof. Dr.C.G Egeler 1965-1968, Mr. J. de Monchy 1968-1971, Mr. R. Leopold 1971-1979, F.H. Schreve 1979-1984, Mr. K.E.J. Dijk 1984-1990, Ir. H. Tollenaar 1990-1994, Ir. L.W. Wildervanck 1994-1997.